# Bildstock (Kronach, Alte Ludwigsstädter Straße 4)

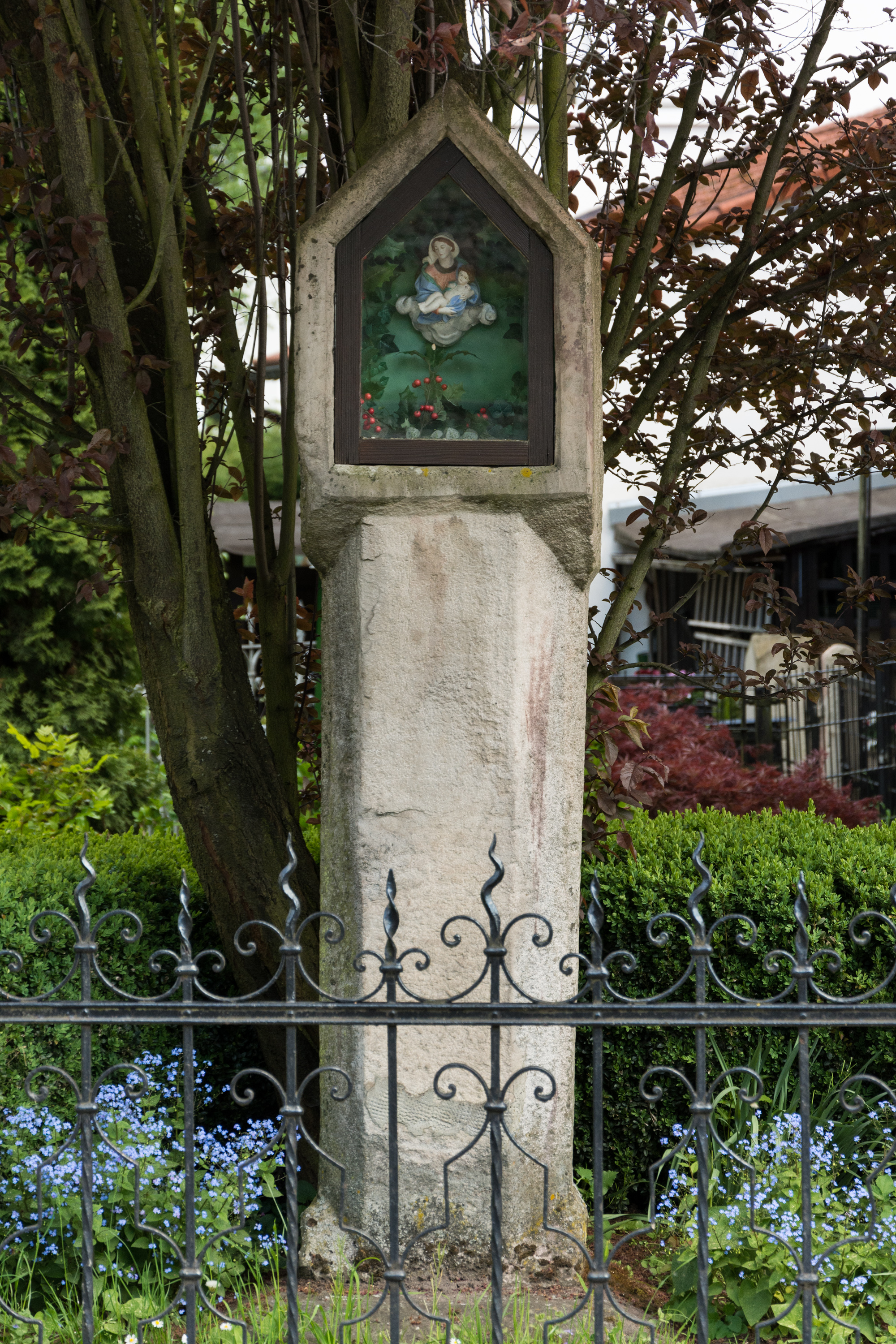
Bildstock Alte Ludwigsstädter Straße 4

Der Bildstock im Vorgarten des Anwesens Alte Ludwigsstädter Straße 4 in der oberfränkischen Stadt Kronach ist ein Kleindenkmal, das im 15. oder 16. Jahrhundert entstanden ist.
Der aus Sandstein gefertigte gotische Bildstock besteht aus einem oktogonalen Schaft, der auf einem flachen, abgeschrägten Sockel ruht. Den oberen Abschluss des Schafts bildet ein spitzer, giebelförmiger Aufsatz, in den eine ebenfalls giebelförmige Bildnische eingelassen ist. Darin befindet sich eine sitzende Muttergottes mit dem Jesuskind auf dem Schoß.
Der unter Denkmalschutz stehende Bildstock befand sich wohl ursprünglich etwas weiter nördlich an der Alten Ludwigsstädter Straße und wurde erst nachträglich an seinen heutigen Standort versetzt.